# Оррайнен, Микко
Ми́кко О́ррайнен (фин. Mikko Orrainen; род. XX век, Финляндия) — финский кёрлингист.
В составе мужской сборной Финляндии участник чемпионата мира 1992 (заняли пятое место) и чемпионата Европы 1991 (заняли восьмое место). Чемпион Финляндии среди мужчин.
Играл на позиции первого.

## Достижения
- Чемпионат Финляндии по кёрлингу среди мужчин: золото (1991).

## Команды
| Сезон   | Четвёртый            | Третий   | Второй                 | Первый         | Запасной       | Турниры                             |
| ------- | -------------------- | -------- | ---------------------- | -------------- | -------------- | ----------------------------------- |
| 1990—91 | Юсси Уусипаавалниеми | Йори Аро | Маркку Уусипаавалниеми | Микко Оррайнен | Юхани Хейнонен | ЧФМ 1991                            |
| 1991—92 | Юсси Уусипаавалниеми | Йори Аро | Маркку Уусипаавалниеми | Микко Оррайнен | Юхани Хейнонен | ЧЕ 1991 (8 место) ЧМ 1992 (5 место) |

(скипы выделены полужирным шрифтом)